# Allactaga elater
Allactaga elater là một loài động vật có vú trong họ Dipodidae, bộ Gặm nhấm. Loài này được Lichtenstein mô tả năm 1825.

## Hình ảnh

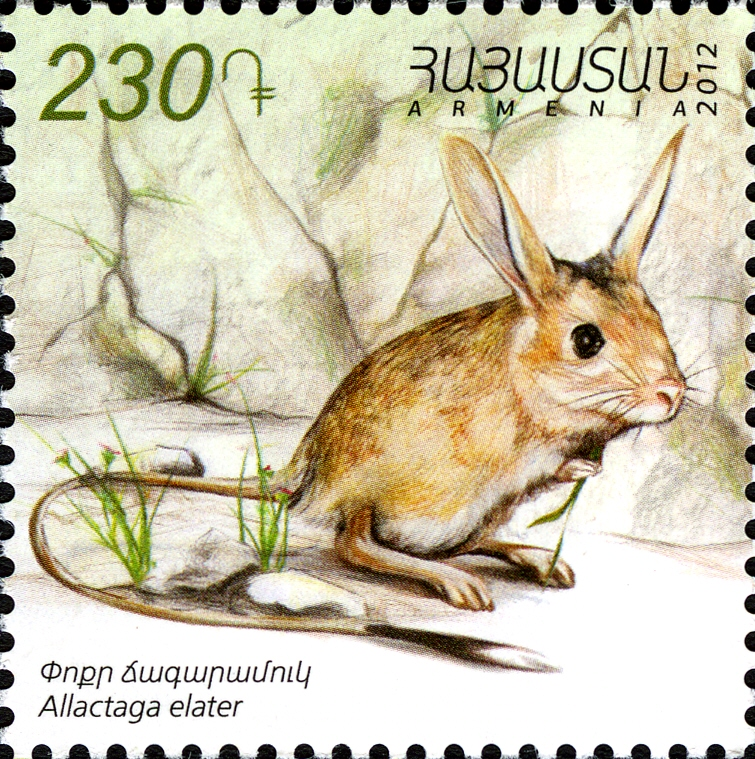